# Cantone di Saint-Just-en-Chevalet
Il Cantone di Saint-Just-en-Chevalet era una divisione amministrativa dell'arrondissement di Roanne.
È stato soppresso a seguito della riforma complessiva dei cantoni del 2014, che è entrata in vigore con le elezioni dipartimentali del 2015.
Comprendeva i comuni di:
- Champoly
- Chausseterre
- Cherier
- Cremeaux
- Juré
- Saint-Just-en-Chevalet
- Saint-Marcel-d'Urfé
- Saint-Priest-la-Prugne
- Saint-Romain-d'Urfé
- La Tuilière